# 阿倍駿河
阿倍 駿河（あべ の するが）は、奈良時代の貴族。大納言・阿倍宿奈麻呂の子。官位は散位従四位下。

## 経歴
和銅4年（711年）に従六位上から三階昇進して従五位下に叙爵。
養老4年（720年）正月に従五位上に進む。同年9月28日に東北地方で蝦夷の大規模な反乱が起こり、陸奥国按察使・上毛野広人が殺害された。翌29日に駿河は鎮狄将軍として節刀を授けられ、征夷将軍・多治比縣守と共に軍を率いて東北地方へ遠征する。養老5年（721年）4月に乱を鎮圧して京に帰還。その後、正五位下に叙せられた。
神亀元年（724年）聖武天皇の即位後まもなく正五位上に昇叙され、神亀3年（726年）従四位下に至る。

## 官歴
『続日本紀』による。
- 時期不詳：従六位上
- 和銅4年（711年） 4月7日：従五位下
- 養老4年（720年） 正月11日：従五位上。9月29日：持節鎮狄将軍
- 時期不詳：正五位下
- 神亀元年（724年） 2月22日：正五位上
- 神亀3年（726年） 正月21日：従四位下

## 系譜
- 父：阿倍宿奈麻呂
- 母：不詳